# جائزة الصين الكبرى 2017
جائزة الصين الكبرى 2017 هو سباق فورمولا 1 أقيم في حلبة شانغهاي الدولية، الصين. كان الثاني من أصل 20 في بطولة العالم لسباقات الفورمولا واحد موسم 2017. حلّ البريطاني لويس هاملتون أولا بينما جاء الألماني سباستيان فيتل في المركز الثاني وحصل على المركز الثالث الهولندي ماكس فيرستابين.

## الترتيب النهائي
|         | الترتيب | السائق         | النقاط |
| ------- | ------- | -------------- | ------ |
|         | 1       | سباستيان فيتل  | 43     |
|         | 2       | لويس هاملتون   | 43     |
| 2       | 3       | ماكس فيرستابين | 25     |
| 1       | 4       | فالتيري بوتاس  | 23     |
| 1       | 5       | كيمي رايكونن   | 22     |
| المصدر: |         |                |        |